# Olival (Ourém)
Olival is een plaats (freguesia) in de Portugese gemeente Ourém en telt 2159 inwoners (2001).